# Coeligena
A Coeligena a madarak osztályának sarlósfecske-alakúak (Apodiformes) rendjébe és a kolibrifélék (Trochilidae) családjába tartozó nem.

## Rendszerezésük
A nemet René Primevère Lesson írta le 1832-ben, az alábbi 11 faj tartozik ide:
- fekete inkakolibri (Coeligena prunellei)
- bronz inkakolibri (Coeligena coeligena)
- barna inkakolibri (Coeligena wilsoni)
- örvös inkakolibri (Coeligena torquata)
- ibolyakékmellű csillagoskolibri (Coeligena violifer)
- szivárványos csillagoskolibri (Coeligena iris)
- fehérfarkú csillagoskolibri (Coeligena phalerata)
- fakó csillagoskolibri (Coeligena orina)
- fakószárnyú csillagoskolibri (Coeligena lutetiae)
- aranymellű csillagoskolibri (Coeligena bonapartei)
- kékmellű csillagoskolibri (Coeligena helianthea)

## Előfordulásuk
Dél-Amerika területén honosak.